# Ernst Viktor von Leyden
Ernst Viktor von Leyden (ur. 20 kwietnia 1832 w Gdańsku, zm. 5 października 1910 w Berlinie) – niemiecki internista i wykładowca. Leyden studiował medycynę na Uniwersytecie Fryderyka Wilhelma w Berlinie.
W latach 90. XIX wieku był lekarzem Aleksandra III.